# Habitatge al carrer Sant Pere, 47 (Vic)
L'habitatge al carrer Sant Pere, 47, de Vic (Osona), és una obra barroca inclosa a l'Inventari del Patrimoni Arquitectònic de Catalunya.

## Descripció
Casa mitgera de planta baixa i tres pisos, coberta amb teula àrab i a dues vessants. La planta baixa és recoberta per carreus de pedra i a la resta de l'edifici que és arrebossat només són de pedra les llindes i els brancals. A la planta s'hi obren dos portals d'arc rebaixat i un de més petit de forma rectangular, l'interior de la planta està format per unes àmplies sales recobertes per volta quatripartita. Els pisos del primer i segon pis s'hi obren dos grans balcons per planta amb l'intradós de l'arc rebaixat, seguint la gradació de les obertures. Al tercer pis s'hi obren uns balcons i finestres. El ràfec és decorat per una cornisa. L'estat de conservació és força bo.

## Història
Segurament que l'edifici primitiu és anterior al segle xviii, però l'edifici actual correspon a una reforma del segle xix. Situat a l'antic raval del carrer Sant Pere, el creixement del qual fou degut a la creació d'obres públiques i assistencials. En aquest sentit, el rei Jaume I, al 1245, hi estableix una orde de mercedaris i el mateix monarca mana desplaçar l'antic camí de Barcelona del carrer de Sant Francesc al carrer de Sant Pere, això portà a la construcció del pont Pedrís damunt el riu Mèder. Al segle xiv s'hi instal·laren els primers edificis de l'hospital que al segle xvi culminarien amb l'edifici actual. Al segle xviii s'hi construí l'actual església dels Trinitaris. El carrer Sant Pere sembla viure d'esquena a la modernització i restauració dels altres nuclis urbans.